# Kühgundkopf
Kügundkopf är en bergstopp i Österrike.   Den ligger i distriktet Reutte och förbundslandet Tyrolen, i den västra delen av landet, 500 km väster om huvudstaden Wien. Toppen på Kügundkopf är 1 832 meter över havet.
Terrängen runt Kügundkopf är kuperad åt nordost, men åt sydväst är den bergig. Runt Kügundkopf är det ganska tätbefolkat, med 96 invånare per kvadratkilometer.. Närmaste större samhälle är Tannheim, 6,7 km öster om Kügundkopf. 
I omgivningarna runt Kügundkopf växer i huvudsak blandskog.